# Джерокай
Джерокай (рос. Джерокай; адиг. Джыракъый) — аул Шовгеновського району Адигеї Росії. Входить до складу Джерокайського сільського поселення.
Населення — 1147 осіб (2015 рік).